# بخش پیربکران
بخش پیربکران یکی از بخش‌های تابعه شهرستان فلاورجان در استان استان اصفهان ایران است.

## تقسیمات کشوری
- بخش پیربکران 
  - دهستان گرکن شمالی
  - دهستان سهروفیروزان

شهرها : پیربکران ، بهاران‌شهر ، طاد

## جمعیت
براساس سرشماری عمومی نفوس و مسکن در سال ۱۳۹۵، جمعیت بخش پیربکران برابر با ۵۲،۵۷۴ نفر بوده‌است.